# Émile Joseph Dillon
Pour les articles homonymes, voir Dillon.
Émile Joseph Dillon, né le 21 mars 1854 à Dublin (Irlande) et mort le 9 juin 1933 à Barcelone (Espagne), est un auteur, journaliste et linguiste irlandais.

## Biographie
Il est le correspondant en Russie de The Daily Telegraph de 1887 à 1914. Proche du dirigeant russe Serge Witte, il le suit à Portsmouth (New Hampshire) pour suivre la négociation du traité qui met fin à la guerre russo-japonaise de 1905. En 1919, il suit les négociations du Traité de Versailles.

## Œuvres
- The Sceptics of the Old Testament: Job - Koheleth - Agur. London: Isbister & Co., 1895
- Maxim Gorky: His Life and Writings. London: Isbister & Co., 1902
- The Original Poem of Job. London: T. Fisher Unwin Ltd., 1905
- A Scrap of Paper: The Inner History of German Diplomacy and Her Scheme of World-Wide Conquest. London: Hodder & Stoughton, 1914
- From the Triple to the Quadruple Alliance: Why Italy Went to War. London: Hodder & Stoughton, 1915
- Ourselves and Germany. London: Chapman & Hall, 1916
- The Eclipse of Russia. London: J.M. Dent & Sons Ltd., 1918
- The Peace Conference. London: Hutchinson & Co.,1919
- Mexico on the Verge. London, Hutchinson & Co., 1921.[lire en ligne]
- Russia Today and Yesterday: An Impartial View of Soviet Russia. London: J.M. Dent & Sons Ltd., 1929
- Leaves from Life. London: J.M. Dent & Sons Ltd., 1932
- Count Leo Tolstoy: A New Portrait. London: Hutchinson & Co., 1934